# Hypephyra cyanargentea
Hypephyra cyanargentea är en fjärilsart som beskrevs av Eugen Wehrli 1925. Hypephyra cyanargentea ingår i släktet Hypephyra och familjen mätare. Inga underarter finns listade i Catalogue of Life.